# Episodi di Le cronache di Evermoor (prima stagione)
La prima stagione di Le cronache di Evermoor, composta da 24 episodi, va in onda in prima visione nel Regno Unito dal 9 novembre 2015.
La prima parte della stagione (episodi 1-10) va in onda dal 9 novembre all'8 dicembre 2015. La seconda parte (episodi 11-20) arriverà dal 22 febbraio 2016.
In Italia, la serie ha debuttato su Disney Channel (Italia) con i primi 10 episodi dall'11 al 22 gennaio 2016 e i restanti 10 episodi dal 4 al 15 aprile dello stesso anno.
| n° | Titolo originale                    | Titolo italiano                          | Prima TV Regno Unito | Prima TV Italia |
| -- | ----------------------------------- | ---------------------------------------- | -------------------- | --------------- |
| 1  | Normal                              | La finta Suprema Everine                 | 9 novembre 2015      | 11 gennaio 2016 |
| 2  | Weaving Bad                         | Un ricamo sbagliato                      | 10 novembre 2015     | 12 gennaio 2016 |
| 3  | Night of the Stench                 | La notte del fetore                      | 16 novembre 2015     | 13 gennaio 2016 |
| 4  | Drifty                              | Drifty                                   | 17 novembre 2015     | 14 gennaio 2016 |
| 5  | Tallulah Drinkworth Meets Her Match | Tallulah Brinkworth incontra la sua metà | 23 novembre 2015     | 15 gennaio 2016 |
| 6  | Forevermoor                         | Evermoor per sempre                      | 24 novembre 2015     | 18 gennaio 2016 |
| 7  | Day of Hearts                       | Il giorno dei cuori                      | 30 novembre 2015     | 19 gennaio 2016 |
| 8  | The Labours of Bella                | Le prove di Bella                        | 1 dicembre 2015      | 20 gennaio 2016 |
| 9  | Spellbound                          | La gara di spelling                      | 7 dicembre 2015      | 21 gennaio 2016 |
| 10 | Nothing Rhymes with Cameron         | Niente fa rima con Cameron               | 8 dicembre 2015      | 22 gennaio 2016 |
| 11 | Twist of Fate                       | Una svolta alla mia vita                 | 15 febbraio 2016     | 4 aprile 2016   |
| 12 | A Fuffwah too Far                   | Il processo                              | 16 febbraio 2016     | 5 aprile 2016   |
| 13 | Valentina                           | Valentina                                | 17 febbraio 2016     | 6 aprile 2016   |
| 14 | Operations Lights Out               | Operazione Luci Spente                   | 18 febbraio 2016     | 7 aprile 2016   |
| 15 | Being Bella                         | Essere Bella                             | 7 marzo 2016         | 8 aprile 2016   |
| 16 | The Science of Seb                  | Seb nella ragnatela                      | 8 marzo 2016         | 11 aprile 2016  |
| 17 | The Rise of Hollowfall              | Lontano dagli occhi, lontano dal cuore   | 14 marzo 2016        | 12 aprile 2016  |
| 18 | New Flames                          | Coppie improbabili                       | 15 marzo 2016        | 13 aprile 2016  |
| 19 | The Egg and the Snoot               | Il rompicapo dell'uovo                   | 21 marzo 2016        | 14 aprile 2016  |
| 20 | Nevermoor                           | La fine e l'inizio                       | 22 marzo 2016        | 15 aprile 2016  |

## La finta Suprema Everine
Esmeralda crede che Tara è la Suprema Everine. Tara per questo dice alle Everine che la Suprema è Bella, che viene per questo imprigionata nell'arazzo. Tara e tutti i suoi amici riescono a liberarla ma, oltre Bella, viene liberata Cotton Lively, un'everine affetta da peste blu.
- Guest star: Jennie Eggleton (Cotton Lively)